# آرونداتی (فیلم ۲۰۱۴)
آرونداتی (به انگلیسی: Arundhati) فیلمی هندی محصول سال ۲۰۱۴ و به کارگردانی سوجیت موندال است. در این فیلم بازیگرانی همچون کوئل مالیک، ایندرانیل سنگوپتا، سواگاتا موکرجی، دبشانکار هالدار و بارات کائول ایفای نقش کرده‌اند.
این فیلم بازسازی فیلم آرونداتی محصول ۲۰۰۹ است.